# Dorfkirche Petershagen

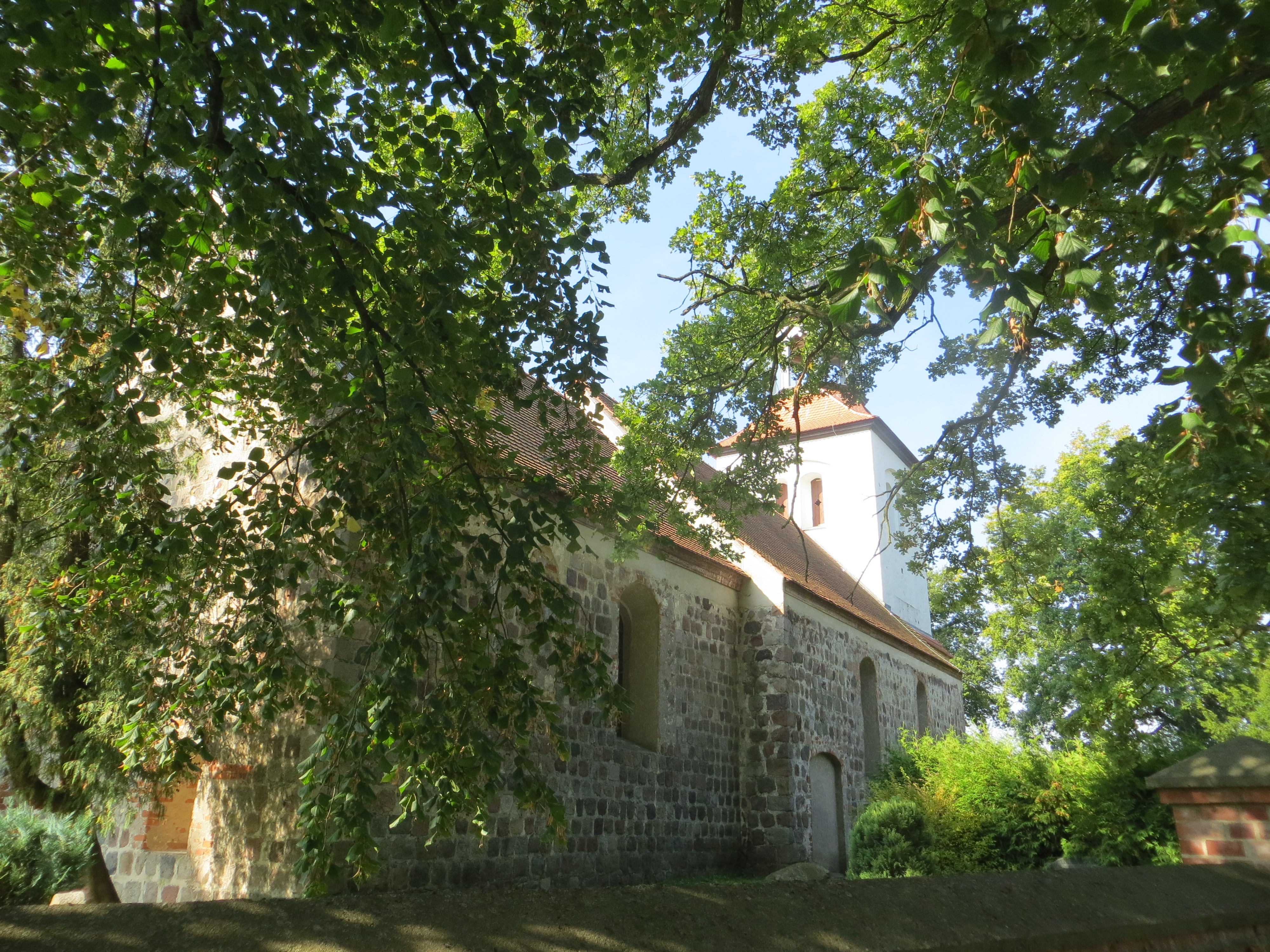
Dorfkirche Petershagen

Die evangelische, denkmalgeschützte Dorfkirche Petershagen steht in Petershagen, einem Ortsteil der Gemeinde Zeschdorf im Landkreis Märkisch-Oderland in Brandenburg. Die Kirche gehört zum Kirchenkreis Oderland-Spree der Evangelischen Kirche Berlin-Brandenburg-schlesische Oberlausitz.

## Beschreibung

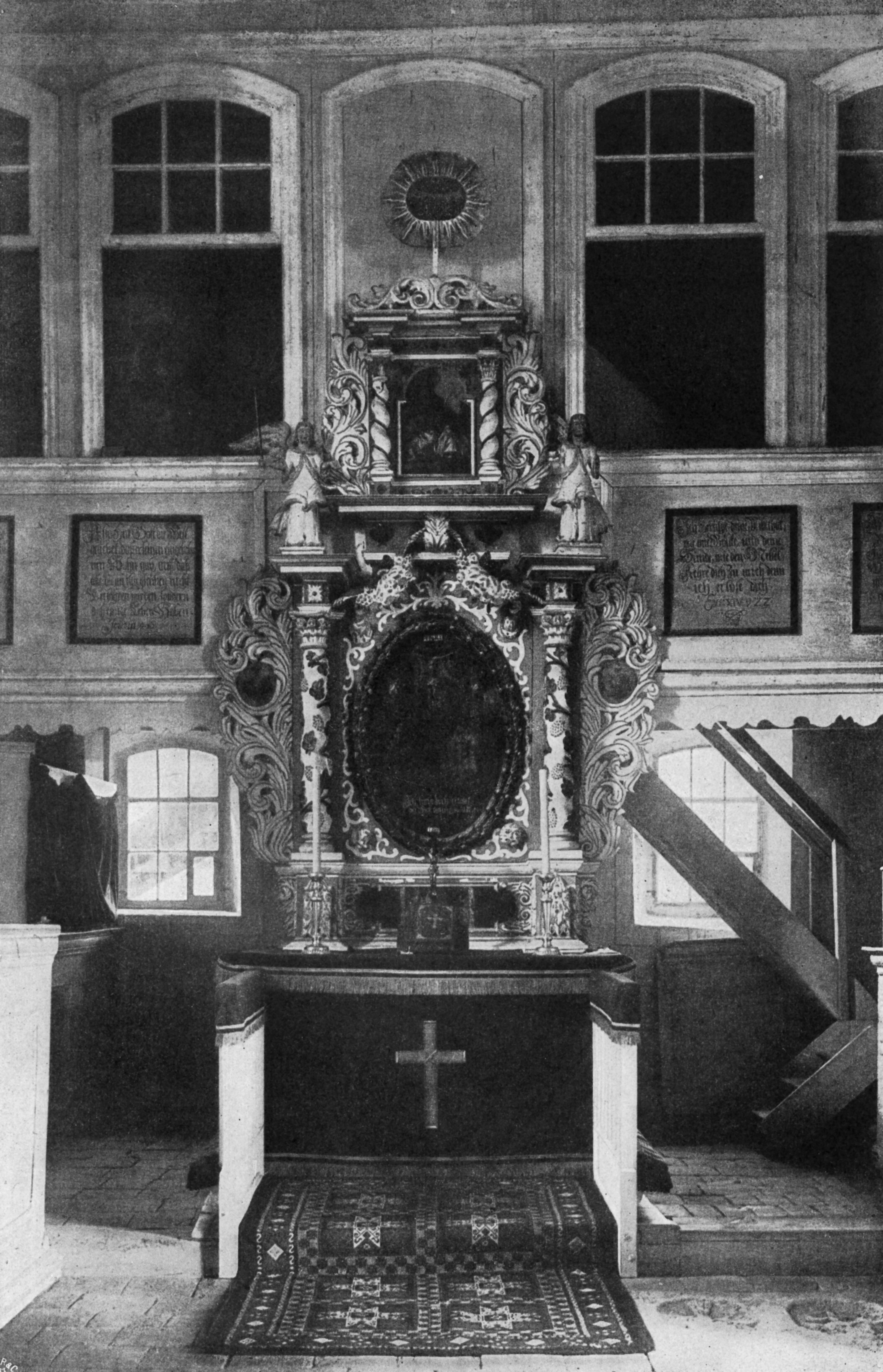
Altar (historisches Foto, 1909)

Die Feldsteinkirche wurde im Kern in der ersten Hälfte des 13. Jahrhunderts gebaut. Sie besteht aus einem Langhaus, einem eingezogenen rechteckigen Chor im Osten und einem quadratischen Kirchturm im Westen, dessen Erdgeschoss noch aus dem Mittelalter stammt, das 1713 mit einem Obergeschoss aus verputzten Backsteinen aufgestockt und mit einem Helm mit einer Laterne bedeckt wurde, die von einer Glockenhaube bekrönt wird. In seinem Glockenstuhl hängen zwei Kirchenglocken aus dem 15. Jahrhundert.
Der Innenraum des Langhauses ist mit einer Flachdecke überspannt. Auf der im Westen im ersten Drittel des 18. Jahrhunderts eingebauten Empore steht die 1883 gebaute Orgel. Im Chor befinden sich die Reste einer Patronatsloge. Zur Kirchenausstattung gehören ein zweigeschossiger, mit Säulen gerahmter Altar von 1721, auf dessen Predella das Abendmahl dargestellt ist, und eine Kanzel mit einem Schalldeckel aus demselben Jahr. 

## Orgel

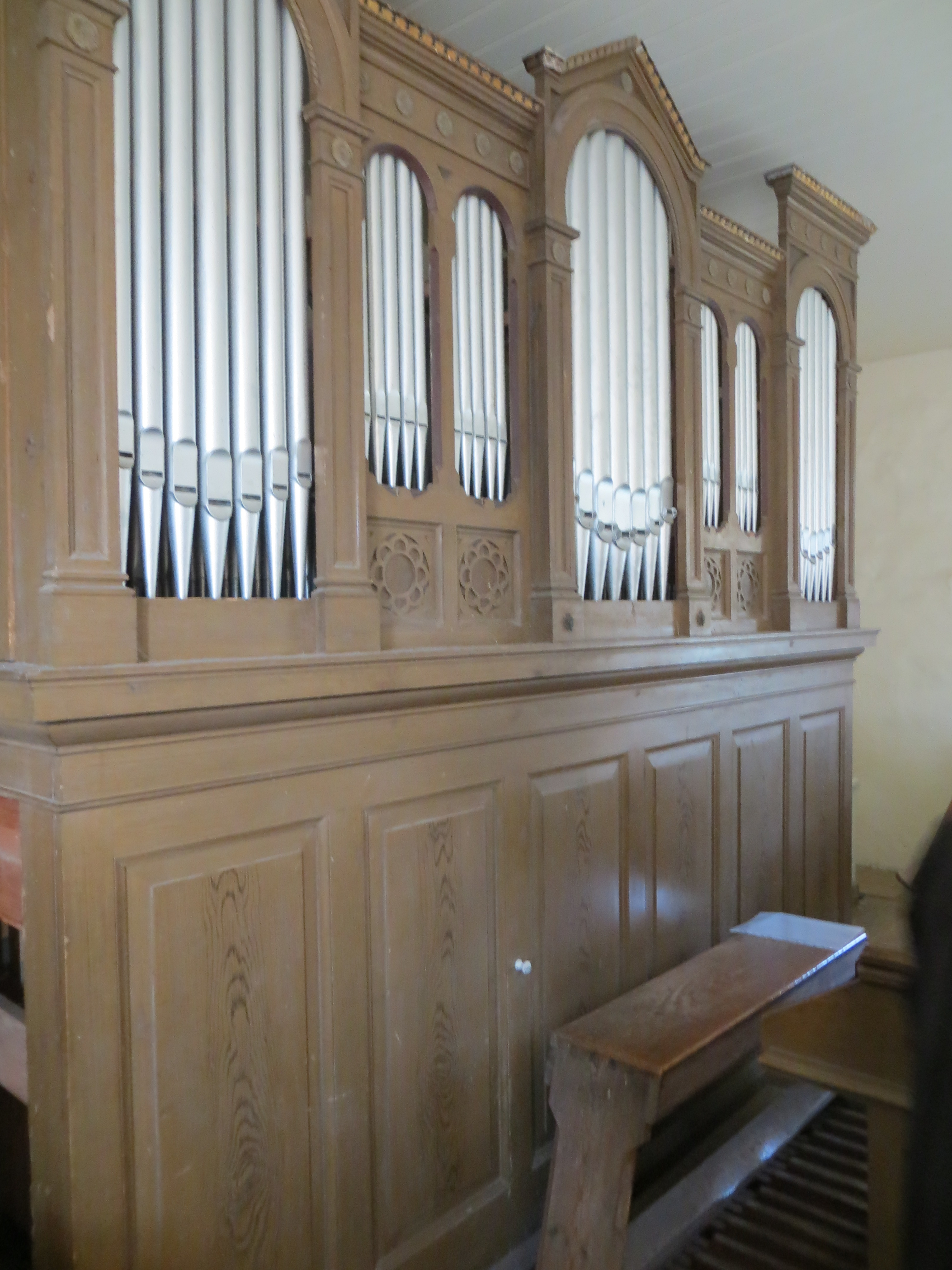
Prospekt der Sauer-Orgel

Die heutige Orgel wurde 1883 von Wilhelm Sauer als Opus 328 mit mechanischen Kegelladen erbaut. 1917 mussten die Prospektpfeifen als Kriegsabgabe abgeliefert werden und wurden 1920 in Zink ersetzt. 1993 wurde ein elektrisches Gebläse angeschlossen, 2002/2003 wurde die Orgel nach einem Schmelzwasserschaden von Christian Scheffler instand gesetzt. Die Disposition lautet:
| I Manual C–f3 |                   |    |
| 1.            | Principal         | 8′ |
| 2.            | Salicional        | 8′ |
| 3.            | Gedact            | 8′ |
| 4.            | Octave            | 4′ |
| 5.            | Progressiv II-III |    |

| Pedal C–d1 |         |     |
| 6.         | Subbass | 16′ |

- Koppeln: I/P als Tritt
- Spielhilfen: Collectivpedal als Tritt
- Nebenregister: Calcantenzug hinter dem Organisten